# Romildo Etcheverry
Romildo Jorge Etcheverry (né le 15 décembre 1906 au Paraguay - 1967) était joueur international de football paraguayen, qui jouait aussi bien au milieu de terrain qu'en défense.

## Biographie
Il joue la plupart de sa carrière de club dans le championnat paraguayen dans le club de l'Olimpia Asunción, une des meilleures équipes de la capitale. Il part ensuite pour l'Argentine et va jouer au CA Boca Juniors, avec qui il gagne le championnat argentin.
Mais Etcheverry, également joueur international, est surtout connu pour avoir participé à la coupe du monde 1930 en Uruguay, sélectionné par l'entraîneur argentin José Durand Laguna avec 21 autres joueurs paraguayens. Sa sélection nationale tombe dans le groupe D avec les États-Unis et la Belgique. Les Paraguayens finissent à la 2e place de ce dernier groupe et ne passent pas le 1er tour. Romildo Etcheverry, quant à lui, ne joue qu'un seul match sur les deux.
Il joue aussi pendant la Copa América 1929.
Il est également un soldat de l'Armée Paraguayenne durant la guerre du Chaco, où il sert en tant qu'aviateur.